# Tumulto (banda)
Tumulto es un grupo de hard rock de conocida trayectoria en el rock chileno, formado y fundado en 1968 por Alfonso "Poncho" Vergara. Entre sus grandes éxitos destacaron canciones como Prefiero Tinieblas, En las sombras, Carretera Triste, Sin Dinero y quizá su himno Rubia de los ojos celestes.

## Historia

### Inicios
Considerada hasta hoy como una de las bandas más importantes del movimiento del rock en Chile, Tumulto es el resultado de talento y madurez musical de cada uno de sus integrantes. Su base musical fueron las más significativas bandas inglesas y americanas del momento. Tales como Deep Purple, King Crimson, Jimi Hendrix, Pink Floyd, Led Zeppelin, Santana, Ten Years After, Steppenwolf, Grand Funk.
En febrero de 1968, la banda tuvo una de sus primeras presentaciones fuera de Santiago en la comuna de Longaví, en la Región del Maule.
A finales del año 1969 el grupo Tumulto fue invitado a tocar en la inauguración del Estadio Chile 
A principios de los años 1970, Tumulto tuvo su primera gira la cual compartió escenario con una banda muy famosa de la época llamada Frutos del país. La invitación en cuestión decía: "Tumulto y Frutos del país por primera vez en Curicó". La banda fue entrevistada por la radio local de la ciudad, y luego de eso invitada a un gran almuerzo en uno de los restaurantes más sobresalientes de Curicó.
En 1971, Tumulto se presentó en las fondas del Parque Quinta Normal en donde compartió escenario con el grupo Miel. A finales de este año, Tumulto se presentó en una discoteca de Cartagena.
El 15 de enero, el grupo viajó en tren a la Región de los Lagos, para presentarse en Puerto Varas. Los integrantes de este tour fueron Gabriel Salvo (voz), Luis Cabada (clarinete), Alfonso Vergara (bajo), Rodolfo Irribarra (batería), Claudio Tapia (percusión) y también “Pato Frei”, percusionista ocasional de Tumulto. Tocaban todas las noches a sala llena, iban estudiantes de Santiago que estaban de gira de egresados, por lo tanto había mucha audiencia.
Un día luego de una presentación se les acerco un representante de la Municipalidad de Puerto Montt a invitarlos a las fiestas de la ciudad como se encontraban en una fase experimental, aceptaron y se presentaron. Estuvieron hasta el día 20 de febrero.
En 1972 Tumulto fue invitado a la inauguración de la tercera Conferencia Mundial de Comercio y Desarrollo (UNCTAD III) con un diverso público, de distintas edades. Más tarde, ese mismo año, la banda se presentó en el festival Tugar tugar, salir a bailar por iniciativa de Rony Vaguara. Dicha presentación se llevó a cabo en el Teatro Caupolicán.
En 1973 Tumulto fue contactado por el sello ODEON para una prueba y así después grabar su primer sencillo.

### Cambios en tiempos de dictadura
En 1975, Vergara decidió retomar el proyecto, aunque en esta ocasión con el guitarrista Orlando Aranda y el baterista Nelson Olguín (ambos, ex Creciente Muribundo). Debido a la censura cultural impuesta por la dictadura de Augusto Pinochet, la nueva versión de Tumulto optó por interpretar solo covers en inglés. El temor y la desconfianza que generaba la posibilidad de componer e interpretar canciones en español superó el ánimo expresivo del conjunto. Así fue como el grupo desarrolló profundamente el tratamiento musical de su repertorio, con composiciones que presentaban cada vez más dureza de guitarras y base rítmica.
En 1977, Tumulto participó de un importante festival en la Quinta Vergara de Viña del Mar, junto con los chilenos Congreso y Arena Movediza, y los argentinos Nito Mestre y Raúl Porchetto, entre otros. Por entonces, con el tecladista Jorge Soto y con la voz de Mario Millar al frente, surgió el mayor éxito de su carrera, Rubia de los ojos celestes, editado como sencillo por el sello EMI pero, curiosamente, desplazado de las programaciones radiales pese a su enorme seguimiento en vivo. La exitosa canción sería regrabada más tarde en otros tres sencillos. Era ese el escenario desde donde Tumulto cultivaba una audiencia fiel y creciente.

### Década de 1980
Las dificultades con su sello y con el atribulado ritmo de la cultura de esos años determinaron la separación momentánea del proyecto en 1980. Vergara y Olguín continuaron temporalmente en el rock incorporándose al grupo de rock progresivo Sol de Medianoche. Pero el fin de Tumulto no sería definitivo regresando a los escenarios en 1982, con Vergara, Aranda y el nuevo baterista Robinson Campos.
Con energía, el grupo retomó sus actuaciones, que incluso los llevaron a tocar a Tacna, Perú. El sello Sonotec financió nuevas grabaciones de un extenso trabajo publicado en dos volúmenes y aparecido poco antes de que se incorporara el tecladista Jorge Fritz.

### Década de 1990
El 1 de septiembre de 1994, la banda realizó una de sus actuaciones más importantes, cuando participó del encuentro de Slayer, Black Sabbath y Kiss en la Estación Mapocho de Santiago. Pese a la categoría de los invitados, la cita dejó a los chilenos con un sabor amargo por el mal sonido general del concierto.

«No sonamos y todas las demás bandas, sí. ¿Por qué? No tengo idea. Nos dieron una porquería de camarín y un pequeño lugar en el escenario, con una amplificación absolutamente insuficiente. Así y todo salimos adelante porque éramos experimentados. Somos de la generación que tocaba en cualquier lado, todas las semanas, sin importar el toque de queda. Entre todos los contratiempos reconocimos en la marea de público a muchos fanáticos de Tumulto. Y contra lo que la gente cree, el público metalero se comportó de manera impecable».
Danilo Sánchez, (s.f.)

Tras el intento de una versión pop para "Rubia de los ojos celestes" y la sorpresiva muerte de Robinson Campos en 1993, por una insuficiencia cardíaca, Tumulto superó las dificultades de la contingencia incorporando nuevos músicos a sus filas, como los guitarristas Luis Vergara y Mauricio Padilla, y el baterista Rudy Ferrada. La banda participó del festival "Monsters of Rock" en 1995, y en 2001 volvió a hacer noticia cuando un cáncer que afectó a Alfonso Vergara motivó la organización de un "Tributo a la leyenda de Tumulto" en el Teatro Providencia. Grupos como Weichafe, Alejandro Silva Power Cuarteto, Inquisición, Stormbringer y el propio Tumulto (con Oliver Vergara, hijo de Poncho, en el bajo) testimoniaron el respeto hacia un grupo pionero en el rock duro chileno. Vergara falleció el 12 de enero de 2004, dejando el proyecto de Tumulto en puntos suspensivos, hasta 2009, año que Oliver Vergara tomó las riendas del grupo, junto a integrantes de Turbo como James Robledo, entre otros.

## Integrantes
- Poncho Vergara (Bajo y voz)†
- Sergio del Río (Guitarra)
- Rodolfo Irribarra (Batería)

- Poncho Vergara (Bajo y voz)†
- Orlando Aranda (Guitarra y voz)
- Nelson Olguin (Batería)
- Jorge Soto (Teclado)
- Robinson "tete" Campos (Batería) †

- Poncho Vergara (Bajo y voz)†
- Rudy ferrada (Batería)
- Mario Millar (Guitarra y voz)
- Mauricio Padilla (Guitarra)
- Jorge Fritz (Teclados)
- Marcelo Vivar (Voz)

- James Robledo (Voz)
- Andrés Catalan (Guitarra)
- Billy Benz (Batería)
- Poncho Vergara (Bajo y voz)†

- Oliver Thrash Vergara (Bajo)
- Absalon Gallegos (Guitarra)
- Rudy Ferrada (Batería)
- Manuel Espinosa (Voz)

- Oliver Vergara  (Bajo y coros)
- Marcelo Naves (Batería) 2014

•Oliver Vergara bajo y coros
•Freddy Ayala ,batería
•Julio Candia vocal
•Claudio Muñoz guitarra y coros.
•Andres Céspedes, guitarra y coros 
•Jorge Hanson, Teclados

## Discografía
- 1973 - Tumulto (Vinilo) EMI
- 1983 - Tumulto (Raíces latinoamericanas)  (Casete) Raíces latinoamericanas & Tumulto FA Prod
- 1986 - Tumulto I (Casete) Sonotec
- 1987 - Tumulto II (Casete) Star Sound
- 1990 - Oliver Thrash (Casete) Star Sound
- 2000 - Tumulto Vivo (CD) Independiente[3]